# پدرو خوزه دو آرتتا
پدرو خوزه دو آرتتا (انگلیسی: Pedro José de Arteta y Calisto؛ ۱۷۹۷ – ۲۴ اوت ۱۸۷۳) سیاستمدار اهل اکوادور بود. او از ۱۸۶۷ تا ۱۸۶۸ میلادی رئیس جمهور موقت اکوادور بود.
قبل لز آت او در سال ۱۸۳۹ رئیس مجلس سنا بود. او برادر نیکلاس خواکین د آرتتا ای کالیستو، اولین اسقف اعظم کیتو بود. او یک محافظه کار بود.